# Macrorrhyncha gallica
Macrorrhyncha gallica is een muggensoort uit de familie van de Keroplatidae. De wetenschappelijke naam van de soort is voor het eerst geldig gepubliceerd in 2001 door Chandler & Matile in Chandler & Blasco-Zumeta.